# Tritoniopsis caledonensis
Tritoniopsis caledonensis är en irisväxtart som först beskrevs av Robert Crichton Foster, och fick sitt nu gällande namn av Gwendoline Joyce Lewis. Tritoniopsis caledonensis ingår i släktet Tritoniopsis och familjen irisväxter. Inga underarter finns listade i Catalogue of Life.